# Мелеєшть (Васлуй)
Мелеєшть, Мелеєшті (рум. Mălăiești) — село у повіті Васлуй в Румунії. Входить до складу комуни Вуткань.
Село розташоване на відстані 268 км на північний схід від Бухареста, 27 км на південний схід від Васлуя, 82 км на південь від Ясс, 115 км на північ від Галаца.

## Населення
За даними перепису населення 2002 року у селі проживали 430 осіб, з них 429 осіб (99,8%) румунів. Усі жителі села рідною мовою назвали румунську.